# Rayvano van de Merwe
Rayvano Jacinto van de Merwe (Dordrecht, 17 oktober 1998) is een Curaçaos-Nederlands voetballer die als aanvaller voor EBOH speelt.

## Carrière
Rayvano van de Merwe speelde als keeper in de jeugd van EBOH en Feyenoord, maar omdat hij wilde voetballen keerde hij terug bij EBOH. Op vijftienjarige leeftijd speelde hij enkele wedstrijden in het eerste elftal van EBOH, waarna hij naar FC Dordrecht vertrok. Hier sloot hij in 2018 aan bij het eerste elftal, waar hij zijn debuut in het betaald voetbal maakte. Dit was op 30 maart 2018, in de met 1-3 gewonnen uitwedstrijd tegen FC Emmen. Hij kwam in de 75e minuut in het veld voor Yahya Boumediene. Op 5 april 2018 tekende hij zijn eerste profcontract bij FC Dordrecht. Op 12 maart 2019 maakte hij op zijn eigen Instagram pagina bekend dat zijn contract bij de Schapekoppen werd ontbonden omdat hij vanwege aanhoudende knieproblemen niet meer betaald voetbal zou kunnen spelen.
Van de Merwe keerde daarna terug bij EBOH, waar hij met het tweede elftal meetrainde en af en toe een wedstrijd speelde. Op uitnodiging van trainer Roy de Bruin koos hij vervolgens voor nogmaals een periode onder de lat in een eerste elftal, ditmaal bij SC Emma. Bij die club maakte hij ook zijn rentree als veldspeler. In 2023 keerde hij terug naar zijn eerste club, EBOH, waar hij als aanvaller speelde.

### Statistieken
| Seizoen                       | Club           | Competitie     | Competitie | Competitie | Beker | Beker | Totaal | Totaal |
| Seizoen                       | Club           | Competitie     | Wed.       | Dlp.       | Wed.  | Dlp.  | Wed.   | Dlp.   |
| ----------------------------- | -------------- | -------------- | ---------- | ---------- | ----- | ----- | ------ | ------ |
| 2017/18                       | FC Dordrecht   | Eerste divisie | 5          | 0          | 0     | 0     | 5      | 0      |
| 2018/19                       | FC Dordrecht   | Eerste divisie | 0          | 0          | 0     | 0     | 0      | 0      |
| Carrièretotaal                | Carrièretotaal | Carrièretotaal | 5          | 0          | 0     | 0     | 5      | 0      |
| Bijgewerkt op 7 augustus 2018 |                |                |            |            |       |       |        |        |